# Ergolina
Ergolina – organiczny związek chemiczny będący podstawą wielu substancji używanych w medycynie, jak i substancji psychoaktywnych (np. LSD).